# Jurawiczy (przystanek kolejowy)
Jurawiczy (biał. Юравічы, ros. Юровичи) – przystanek kolejowy w pobliżu miejscowości Jurawiczy, w rejonie połockim, w obwodzie witebskim, na Białorusi. Położony jest na linii Newel - Połock.